# Ламздорф, Константин Николаевич
Граф Константин Николаевич Ламздорф-Галаган (1841/1842—1900) — генерал-лейтенант, участник русско-турецкой войны.
По высочайшему повелению, от 1 сентября 1894 года, разрешено генерал-лейтенанту графу Константину Николаевичу Ламздорфу присоединить к настоящей его фамилии и гербу фамилию и герб Галаганов и именоваться впредь графом Ламздорфом-Галаган с тем, чтобы в нисходящем его потомстве фамилия Галаган переходила всегда к одному только старшему в роде.

## Биография
Родился 24 декабря 1841 (5 января 1842) года в семье православного вероисповедания. Сын генерал-лейтенанта, директора Лесного департамента Николая Матвеевича Ламздорфа; внук генерала, члена Государственного совета Матвея Ивановича Ламздорфа.
Воспитывался в Пажеском корпусе. Был выпущен в 1859 году по 1-му разряду из камер-пажей в корнеты Лейб-гвардейского гусарского полка; 17 октября 1860 года произведён в поручики, а 17 апреля 1862 года — в штабс-ротмистры.
В ноябре 1862 года был назначен полковым адъютантом; 19 апреля 1864 года произведён в ротмистры. С 6 ноября 1865 года назначен флигель-адъютантом Александра II; 28 марта 1866 года стал командиром эскадрона и вслед затем, 17 апреля был произведён в полковники.
1 ноября 1867 года назначен председателем полкового хозяйственного комитета, а с 11 апреля 1869 года — командиром дивизиона и 18 ноября 1869 года прикомандирован к Главному штабу «для письменных занятий».
С 25 апреля 1875 года командовал Лейб-гвардии Конно-гренадерским полком; 30 апреля 1877 года произведен в генерал-майоры. Одновременно с этим Ламздорф был назначен в Свиту Его Величества. С полком он принимал участие в русско-турецкой войне 1877—1878 гг.; 16 мая 1879 года был отчислен от командования полком, с оставлением в его списках и с оставлением в Свите; 30 августа 1886 года произведён в генерал-лейтенанты.
Умер в 1900 году.

## Награды
Российской империи:

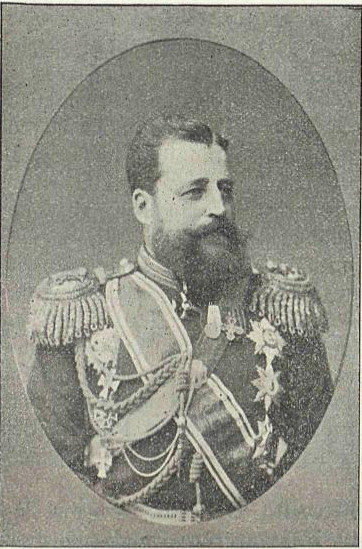
Фото 1882-1886 гг.

- Орден Святого Станислава 2-й степени с мечами (1867); императорская корона к ордену (1869)[2]
- Орден Святой Анны 2-й степени (1871)[2]
- Орден Святого Владимира 4-й степени (1873)[3]
- Орден Святого Владимира 3-й степени (1875)[4]
- Орден Святого Станислава 1-й степени с мечами (1878)[4]
- Золотая сабля «За храбрость» (1878)[4]
- Орден Святой Анны 1-й степени (1886)[4]

Иностранных государств:
- Орден Даннеброг командорский крест (1871, королевство Дания)[4]
- Орден Спасителя командорский крест (1871, королевство Греция)[4]
- Орден Красного орла 2-й степени (1872); бриллиантовые украшения к ордену (1874, королевство Пруссия)[4]
- Орден Саксен-Эрнестинского дома командорский крест 2-й степени (1874)[4]
- Австрийский орден Леопольда командорский крест (1875, Австро-Венгрия)[4]
- Орден Филиппа Великодушного командорский крест 1-го класса (1880, великое герцогство Гессен)[4]
- Орден Саксен-Эрнестинского дома большой крест (1881)[4]
- Орден Восходящего солнца 2-й степени (1882, Японская империя)[4]
- Орден Короны 1-й степени (1884, королевство Пруссия)[4]
- Орден Филиппа Великодушного большой крест (1884, великое герцогство Гессен)[4]

## Семья
Был женат на Екатерине Павловне, урождённой графине Комаровской (1846—1916), дочери графа Павла Евграфовича Комаровского (1812—1873) и Марии Павловны Галаган (1822—1876). Их дети:
- Сергей (1876—1928)
- Павел (1879—1954), был женат на фрейлине Наталье Николаевне Хвостовой (1888—1977), дочери Н. А. Хвостова.
- Николай (1881—1951).

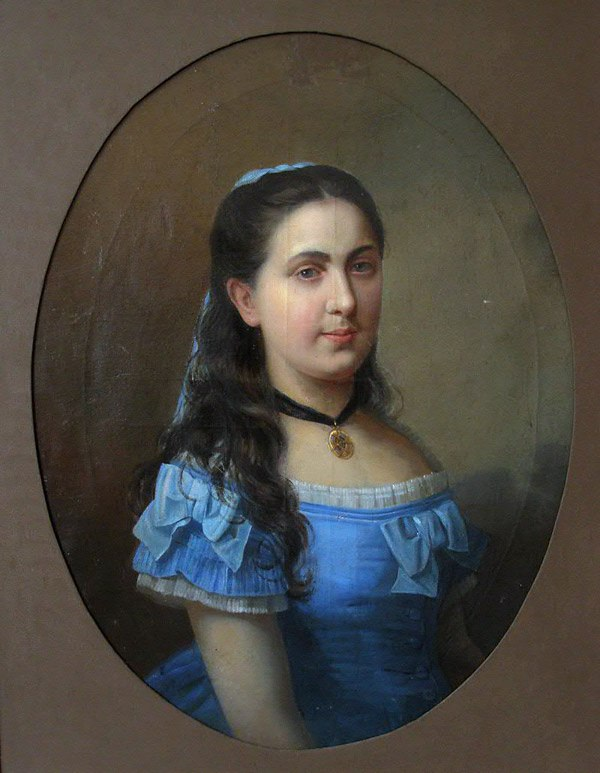
Портрет Екатерины Павловны Ламздорф-Галаган работы неизвестного художника, 2-я половина XIX в.